# Malleval-en-Vercors
Pour les articles homonymes, voir Malleval.
Malleval-en-Vercors est une commune française située dans le département de l'Isère en région Auvergne-Rhône-Alpes, autrefois dans la province du Dauphiné.
Située dans le massif du Vercors et entourée de forêts,  la commune fait également partie de la communauté de communes de  Saint-Marcellin Vercors Isère Communauté.
Malleval-en-Vercors portait précédemment, jusqu'au 12 septembre 2005, le nom de Malleval. La nouvelle dénomination a été officialisée par le décret no 2005-1155 du 12 septembre 2005 portant changement de nom de communes.
Les habitants de Malleval-en-Vercors se dénomment les mallevalois et les mallevaloises.

## Géographie

### Situation et description
Malleval-en-Vercors se situe dans la partie septentrionale du massif du Vercors à proximité de la vallée de l'Isère. Le bourg central se positionne, à vol d'oiseau, à 23 km à l'ouest de Grenoble, préfecture du département de l'Isère, et à 49 km au nord-est de Valence.

### Géologie
Le territoire de Malleval se situe au centre d'une zone de reliefs accidentés, globalement déprimée et assez déboisée, malgré le retour progressif de la forêt depuis ces dernières années. Situé au nord de la forêt des Coulmes, entre la combe de Romeyère à l'est et la vallée de l'Isère à l'ouest, la dépression de Malleval, qui est une combe anticlinale, est suspendue au dessus de la plaine de l'Isère et en est séparée par une ligne d'échines boisées à ossature de l'urgonien, typique de cette région du Vercors. Le torrent du Nan  draine le territoire de Malleval et s'échappe de cette partie du massif pour rejoindre le bourg  de Cognin-les-gorges après avoir creusé de très profondes gorges.
Le nom de Malleval est, en outre, cité dans la littérature géologique pour désigner un niveau marneux inclus dans les calcaires du Fontanil. Les « marnes de Malleval » sont encore visibles dans certains lacet d'altitude de la RD22.

### Communes limitrophes
| Cognin-les-Gorges        | Rovon               | Rovon    |
| Cognin-les-Gorges Izeron | Malleval-en-Vercors | Rencurel |
| Izeron                   | Izeron & Rencurel   | Rencurel |

### Hydrographie
La Bouisse, la Serve et le Nan sont les principaux cours d'eau de la commune.
Les gorges du Nan, situées en aval du bourg sont partagées entre les territoires des communes de Cognin-les-Gorges et de Malleval-en-Vercors.

### Climat
Pour des articles plus généraux, voir Climat d'Auvergne-Rhône-Alpes et Climat de l'Isère.
En 2010, le climat de la commune est de type climat de montagne, selon une étude du Centre national de la recherche scientifique s'appuyant sur une série de données couvrant la période 1971-2000. En 2020, Météo-France publie une typologie des climats de la France métropolitaine dans laquelle la commune est exposée à un climat de montagne ou de marges de montagne et est dans la région climatique  Alpes du nord, caractérisée par une pluviométrie annuelle de 1 200 à 1 500 mm, irrégulièrement répartie en été. 
Pour la période 1971-2000, la température annuelle moyenne est de 8,5 °C, avec une amplitude thermique annuelle de 16,1 °C. Le cumul annuel moyen de précipitations est de 1 438 mm, avec 10,7 jours de précipitations en janvier et 7,6 jours en juillet. Pour la période 1991-2020, la température moyenne annuelle observée sur la station météorologique de Météo-France la plus proche, « Chatte_sapc », sur la commune de Chatte à 12 km à vol d'oiseau, est de 12,0 °C et le cumul annuel moyen de précipitations est de 967,8 mm,. Pour l'avenir, les paramètres climatiques de la commune estimés pour 2050 selon différents scénarios d'émission de gaz à effet de serre sont consultables sur un site dédié publié par Météo-France en novembre 2022.

### Voie de communication
L'accès se fait depuis Cognin-les-Gorges par la route départementale 22 (RD22), celle-ci suit le Nan en empruntant les gorges du même nom et qui permet ensuite de rejoindre d'autres communes de cette partie du Vercors, telles que Rencurel.
L'accès autoroutier le plus proche se situe sur l'autoroute qui relie Grenoble à Valence 
- 10 Vinay de l'autoroute A49, à 13 km.

## Urbanisme

### Typologie
Au 1er janvier 2024, Malleval-en-Vercors est catégorisée commune rurale à habitat très dispersé, selon la nouvelle grille communale de densité à sept niveaux définie par l'Insee en 2022.
Elle est située hors unité urbaine et hors attraction des villes,.

### Occupation des sols
L'occupation des sols de la commune, telle qu'elle ressort de la base de données européenne d’occupation biophysique des sols Corine Land Cover (CLC), est marquée par l'importance des forêts et milieux semi-naturels (80,1 % en 2018), en augmentation par rapport à 1990 (78,7 %). La répartition détaillée en 2018 est la suivante : 
forêts (75,4 %), prairies (13,5 %), zones agricoles hétérogènes (6,4 %), milieux à végétation arbustive et/ou herbacée (3,5 %), espaces ouverts, sans ou avec peu de végétation (1,2 %). L'évolution de l’occupation des sols de la commune et de ses infrastructures peut être observée sur les différentes représentations cartographiques du territoire : la carte de Cassini (XVIIIe siècle), la carte d'état-major (1820-1866) et les cartes ou photos aériennes de l'IGN pour la période actuelle (1950 à aujourd'hui).

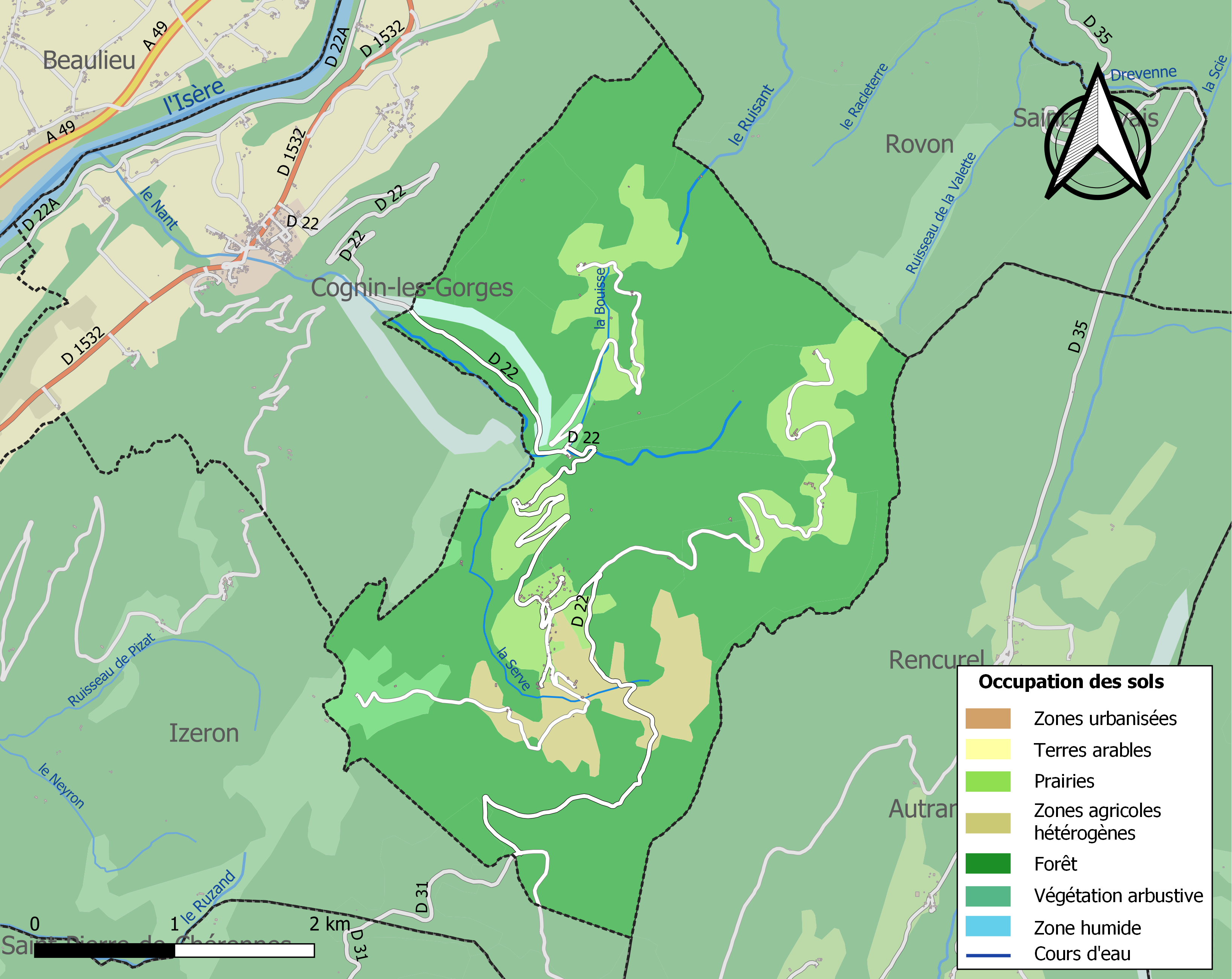
Carte des infrastructures et de l'occupation des sols de la commune en 2018 (CLC).

### Morphologie urbaine
Malleval se présente comme un village de haute montagne avec quelques maison rurales et entouré de quelques fermes disséminées.

### Hameaux, lieux-dits et écarts de la commune
La Caille, la Picotière, la Vieille, la Servagère, les Bachieux, les Belles, Lombardière,  Railletière, Tessonière, Tonnière sont les principaux hameaux et lieux-dits de la commune, selon les références toponymiques fournies par le site géoportail de l'Institut géographique national

### Risques naturels et technologiques

#### Risques sismiques
L'ensemble du territoire de la commune de Malleval-en-Vercors est situé en zone de sismicité n°4 (sur une échelle de 1 à 5), comme la plupart des communes du massif du Vercors.
| Type de zone | Niveau            | Définitions (bâtiment à risque normal) |
| ------------ | ----------------- | -------------------------------------- |
| Zone 4       | Sismicité moyenne | accélération = 1,6 m/s2                |

## Toponymie
Selon toute vraisemblance, Malleval tire son nom du latin Vallis malus signifiant « mauvaise vallée ».

## Histoire

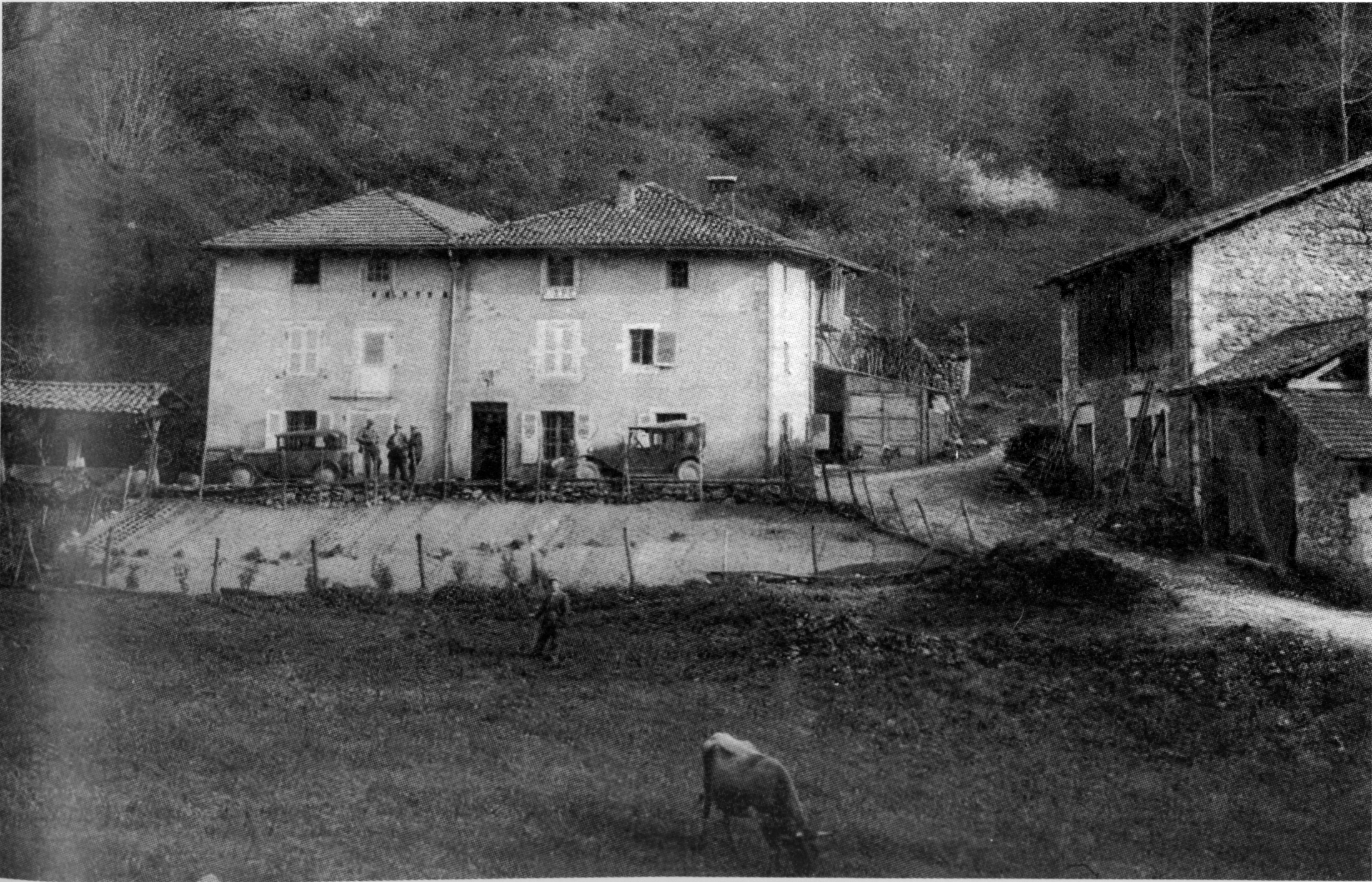
Malleval-en-Vercors en 1920.

### Époque contemporaine
Ce village fut le lieu d'une des premières attaques allemandes contre le Maquis du Vercors début 1944. Quittant la vallée de l'Isère, la route des gorges du Nan rejoint le village de Malleval-en-Vercors, à 954 mètres d'altitude. Le 29 janvier 1944, les Allemands empruntèrent ce chemin pour y prendre au piège les maquisards. Vingt-deux furent tués et sept habitants jetés dans une grange en feu tandis que le village était incendié. Un odonyme local (« (Rue du 29-Janvier-1944 »), dans le village voisin de Cognin-les-Gorges, rappelle ces événements.

## Politique et administration

### Liste des maires
| Période                                  | Période       | Identité           | Étiquette | Qualité                                                   |
| ---------------------------------------- | ------------- | ------------------ | --------- | --------------------------------------------------------- |
| avant 1988                               |               | Jean-Jacques Kempf |           |                                                           |
| mars 2001                                | mars 2008     | Jean Luc Murator   |           | Retraité salarié du privé                                 |
| mars 2008                                | mars 2014     | Bernard Bonnefois  |           | Retraité salarié du privé                                 |
| mars 2014                                | décembre 2015 | Yvonne Rodet       |           | Retraitée salariée du privé                               |
| décembre 2015                            | mars 2017     | Jean-Yves Pillet   |           | Éducateur à la Société Dauphinoise de Secours en Montagne |
| mai 2017                                 | 2020          | Vincent Bayot      |           | Professeur d'université                                   |
| octobre 2020                             | mars 2022     | Pascal Sabelle     |           |                                                           |
| mars 2022                                | En cours      | Christophe Durand  |           |                                                           |
| Les données manquantes sont à compléter. |               |                    |           |                                                           |

## Population et société

### Démographie
L'évolution du nombre d'habitants est connue à travers les recensements de la population effectués dans la commune depuis 1872. Pour les communes de moins de 10 000 habitants, une enquête de recensement portant sur toute la population est réalisée tous les cinq ans, les populations de référence des années intermédiaires étant quant à elles estimées par interpolation ou extrapolation. Pour la commune, le premier recensement exhaustif entrant dans le cadre du nouveau dispositif a été réalisé en 2005.

En 2022, la commune comptait 56 habitants, en évolution de +5,66 % par rapport à 2016 (Isère : +3,07 %, France hors Mayotte : +2,11 %).
| 1872 | 1876 | 1881 | 1886 | 1891 | 1896 | 1901 | 1906 | 1911 |
| ---- | ---- | ---- | ---- | ---- | ---- | ---- | ---- | ---- |
| 334  | 325  | 294  | 282  | 248  | 246  | 206  | 203  | 174  |

| 1921 | 1926 | 1931 | 1936 | 1946 | 1954 | 1962 | 1968 | 1975 |
| ---- | ---- | ---- | ---- | ---- | ---- | ---- | ---- | ---- |
| 93   | 60   | 56   | 41   | 35   | 32   | 26   | 12   | 11   |

| 1982 | 1990 | 1999 | 2005 | 2006 | 2010 | 2015 | 2020 | 2022 |
| ---- | ---- | ---- | ---- | ---- | ---- | ---- | ---- | ---- |
| 27   | 18   | 31   | 52   | 55   | 51   | 53   | 55   | 56   |

### Enseignement
La commune est rattachée à l'académie de Grenoble (Zone A).

### Médias
Presse régionale
Le quotidien régional historique des Alpes, distribué dans la commune est Le Dauphiné libéré. Celui-ci consacre, chaque jour, y compris le dimanche, dans son édition locale, un ou plusieurs articles à l'actualité du village et des communes du canton du Sud Grésivaudan, ainsi que des informations sur les éventuelles manifestations locales, les travaux routiers, et autres événements divers à caractère local au niveau de la commune de Malleval.
Ici Isère est la radio publique qui émet sur son territoire ainsi que dans tout le département de l'Isère.
L'hebdomadaire de référence du territoire du Sud-Grésivaudan depuis la fin du XIXe siècle, Le Mémo de l'Isère, couvre régulièrement l'actualité de la la commune de Malleval.

### Cultes
La communauté catholique de Malleval-en-Vercors et son église (propriété de la commune) est rattachée à la « paroisse Saint Joseph des Deux Rives », elle-même rattachée au diocèse de Grenoble-Vienne.

## Culture locale et patrimoine

### Lieux et monuments

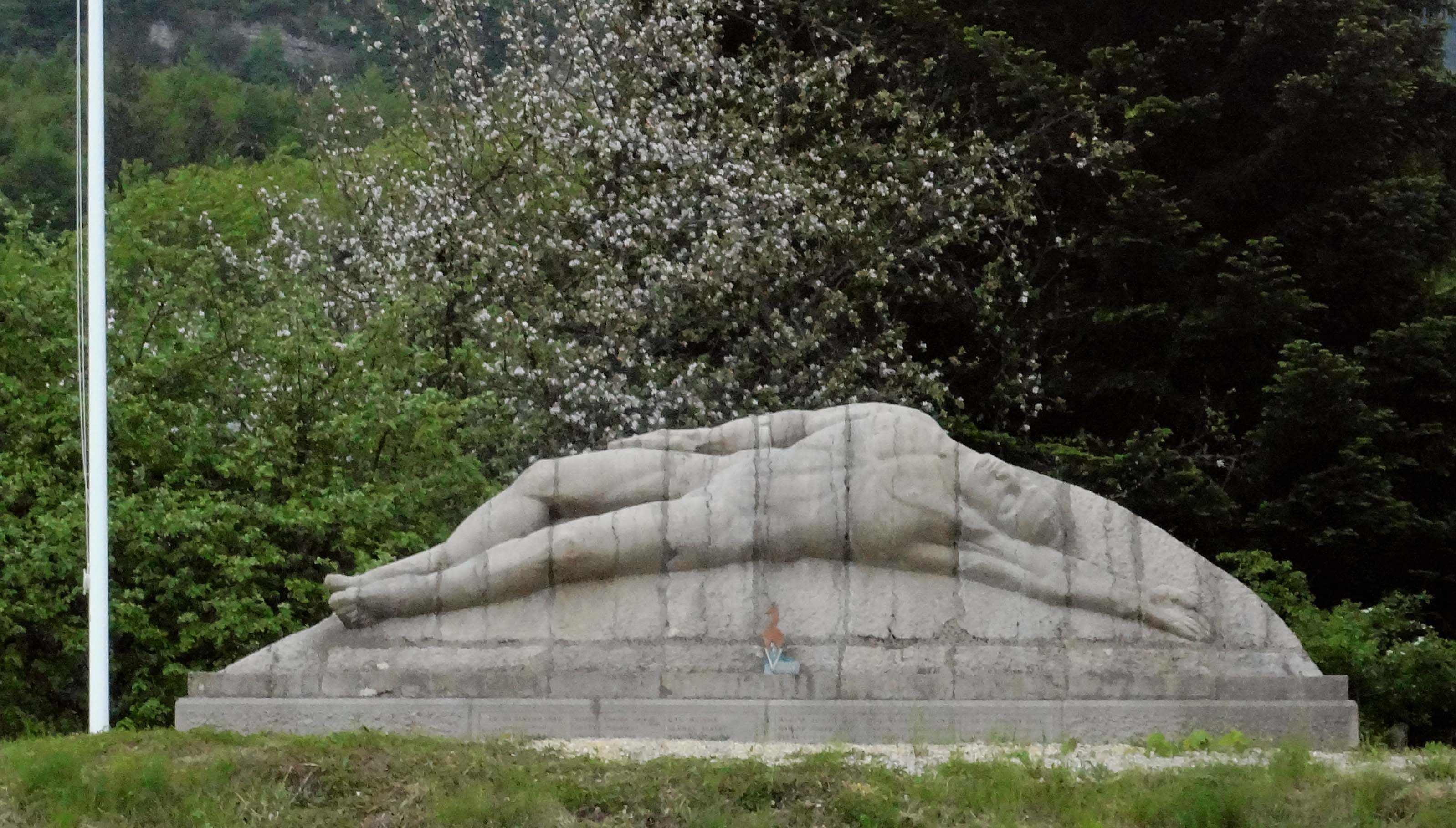
Monument commémoratif de Malleval.

- Monument commémoratif de Malleval (dédié au maquis du Vercors).
- Église Notre-Dame de Malleval-en-Vercors.

### Langue et traditions locales

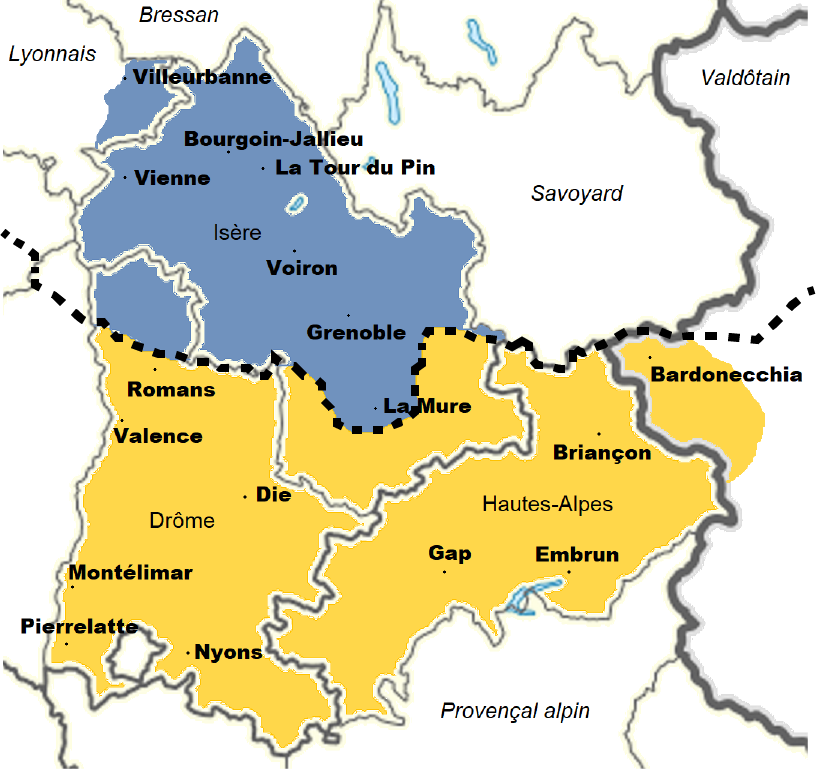
Carte linguistique du Dauphiné : Le dauphinois est un dialecte arpitan parlé dans le nord du Dauphiné. La moitié sud du Dauphiné est quant à elle du domaine linguistique de l'occitan et de son dialecte local, le vivaro-alpin.

Le territoire de la commune se situe dans la partie septentrionale du Vercors, mais également dans la vallée de l'Isère et donc dans la zone des patois dauphinois, lesquels appartiennent au domaine des langues dites francoprovençales ou arpitanes au même titre que les patois  savoyards, vaudois, Valdôtains, bressans et foréziens. (voir carte).
Historiquement, l'idée du terme francoprovençal attribuée à cette langue régionale parlée dans la quart de la France du Centre-Est différente du français, dit langue d'oil et de l'occitan, dit langue d'oc est l'œuvre du linguiste et patriote italien Graziadio Isaia Ascoli en 1873 qui en a identifié les caractéristiques. 

### Malleval dans les arts
Des scènes du film Un p'tit truc en plus y ont été tournées en 2023.

### Héraldique
|  | Malleval-en-Vercors possède des armoiries dont l'origine et le blasonnement exact ne sont pas disponibles. |